# Орнітіон
Орнітіон (дав.-гр. Ὀρνύτιων) або Орніт (дав.-гр. Ὄρνυτος) — персонаж давньогрецької міфології, правитель Коринфа.

## Міфологія
Орнітіон — цар Коринфа, син Сізіфа від Меропи й батько Фока (за іншою версією останній є сином Посейдона), а також Фоаса. Фоас успадкував владу в Коринфі. Орнітон мав кількох братів.
Згідно зі схолією на Евріпіда, він прибув з Аонії (не встановлено достовірно, чи означає це слово всю Беотію або її частину) і приєднався до народу міста Гіамполіса в битві з опунтійськими локріянами за місто Дафнус. Опунтійські локріани були східною частиною локріан, племені, що мало власний діалект і область розселення, але при цьому було частиною грецького народу. Так Орнітіон заслужив собі царську владу на полі бою. Він вручив її Фоку, який взяв управління колонією (Тіфорея) у свої руки і далі займався її справами, а потім був похований там же.
Орнітіон же повернувся в Коринф разом із Фоасом, який пізніше став його спадкоємцем. За правління його нащадків дорійці захопили Коринф.
Орнітіоном звали також його онука, сина Фока і, своєю чергою, батька Наубола.